# Lambur (Kandangserang)
Lambur is een bestuurslaag in het regentschap Pekalongan van de provincie Midden-Java, Indonesië. Lambur telt 3461 inwoners (volkstelling 2010).